# Sociedade de Geografia de Lisboa
La Societat de Geografia de Lisboa és una societat científica creada a Lisboa l'any 1875 amb l'objectiu de promoure i ajudar l'estudi i progrés de les ciències geogràfiques i correlativas de Portugal. La Societat va ser creada en el context del moviment europeu d'explotació i colonització, donant emfasi en l'explotació del continent africà.

## Història
El 10 de novembre de 1875, un grup de 74 subscritors va requerir al rei D. Lluís I de Portugal, la creació d'una societat, a designar per la Reial Societat de Geografia de Lisboa, amb l'objectiu de promoure i ajudar l'estudi i progrés de les ciències geogràfiques i correlatives en el país.
Entre els promotors es trobaven António Augusto Teixeira de Vasconcelos, António Enes, Eduardo Coelho, Luciano Cordeiro, Manuel Joaquim Pinheiro Chagas, Sousa Martins, António Cândido de Figueiredo, António Lino Netto i Teófilo Braga, entre d'altres intel·lectuals, periodistes i polítics de l'època.
La Societat es proposava realitzar sessions, conferències, cursos lliures, concursos i congressos científics i concedir subsidis d'investigació destinats a viatges d'explotació i investigació científica. Les informacions obtingudes serien publicades i disseminades en arxius, biblioteques i museus. Es proposava també establir relacions permanents amb altres institucions europees amb les quals pogués intercanviar informacions i col·laboracions.
A partir de Desembre de 1876 la Societat va iniciar la publicació del Boletim da Sociedade de Geografia de Lisboa, que encara subsisteix.
Encara que l'actuació de la Societat no tingués com ambit d'actuació exclusiu el continent africà, en els primers anys de la seva existència va ser creada la Comissió Nacional Portuguesa d'Explotació i Civilització d'Àfrica, més coneguda per Comissió d'Àfrica, amb l'objectiu de donar suport científic a l'esforç colonial portuguès a Àfrica, particularment en el context de la creixent competició europea en la apropiació de territoris en aquell continent.